# Eremochelis undulus
Eremochelis undulus är en spindeldjursart som beskrevs av Roewer 1934. Eremochelis undulus ingår i släktet Eremochelis och familjen Eremobatidae. Inga underarter finns listade i Catalogue of Life.